# IMF (формат файлов)
IMF — тип аудиофайлов, созданный id Software для звуковой карты AdLib для использования в компьютерных играх фирмы.
IMF файл представляет собой поток байтов, посылаемых на OPL2 чип AdLib, который использует FM-синтез для создания звука. Формат базируется на синтаксисе команд AdLib с минимальными изменениями. Из-за ограниченных возможностей и относительно низкого качества звука не используется в создании новых игр с конца 1990-х годов.

## Игры
IMF-музыку использовали такие игры как: Bio Menace, Blake Stone: Aliens of Gold, Blake Stone: Planet Strike, Catacomb 3-D, Commander Keen 4-6, Corridor 7, Cosmo's Cosmic Adventure, Duke Nukem II, Major Stryker, Monster Bash, Operation Body Count, Spear of Destiny, и Wolfenstein 3D.

## Современный стандарт
На стриминговых сервисах, таких как Netflix, фильмы используют более современный международный стандарт IMF (Interoperable Master Format), предназначенный для аудио-визуальных произведений, представленных в нескольких версиях. Стандарт предусматривает многоязычные многоканальные аудиодорожки, субтитры, скрытые титры, возможность доставки дополнительного контента. Основой служит стандарт SMPTE ST 2067-2 (разработан группой SMPTE в 2013 году), дополненный контейнерами с контентом.
IMF позволяет использовать один файл изображения и подключать к нему различные аудио дорожки. Стандарт позволяет воспроизводить фильмы в сети Интернет в соответствии с региональными настройками на устройствах пользователей.